# Cases Baixes
Cases Baixes (en castellà i oficialment, Casas Bajas) és un municipi del País Valencià a la comarca del Racó d'Ademús. Limita amb Cases Altes i Vallanca (a la mateixa comarca); i amb Santa Cruz de Moya i Moya (a la província de Conca).

## Geografia

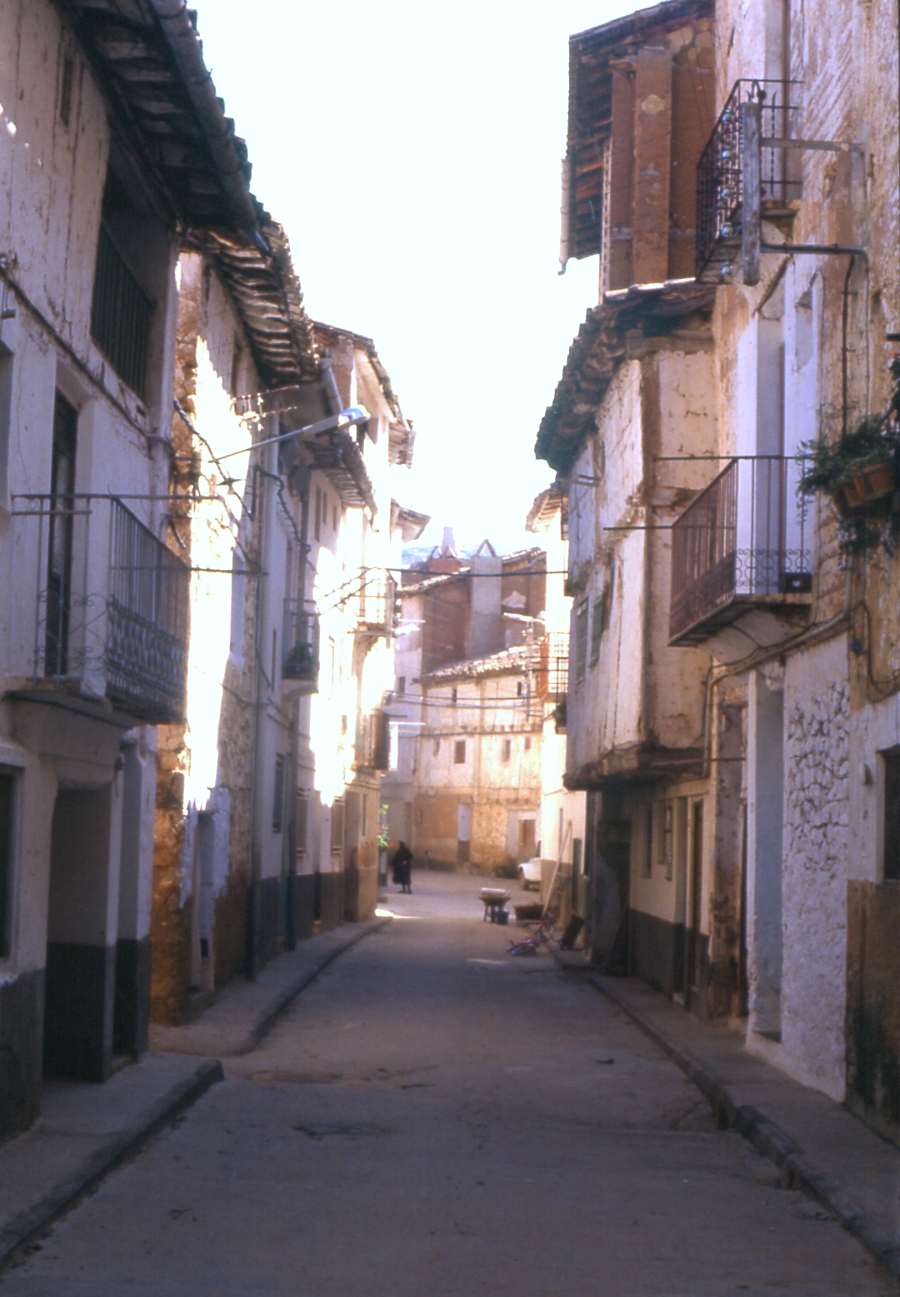
Casas Baixes, calle del Paso en 1987

Està situat al sud de la comarca del Racó d'Ademús. La superfície del terme és muntanyenca i trencada. Les altures principals són: La Somera (981 msnm), Peña Alta (1.057 msnm) i La Molatilla (1.045 msnm) vèrtex geodèsic de tercer ordre. El riu Túria travessa el terme de nord a sud, circulant un bon tros per una vega fèrtil, encaixonant-se després en una profunda gola. A ell afluïxen el Barranc de Malas Noches i la Rambla del Barranc.
Cases Baixes té un clima continental. Com en la seua veïna Cases Altes, els vents dominants són el nord, l'est i el sud-oest, que és el que provoca les pluges a la tardor i la primavera. Els hiverns són freds.
El nucli de Barrachina és l'únic llogaret que pertany a Cases Baixes. Està en estat ruïnós des de mitjans del segle xx.

## Història
És una població d'origen musulmà que va ser conquistada pels cristians en 1210 i incorporada al Regne de València pel rei Jaume I en 1259. Va ser un llogaret depenent d'Ademús fins a 1838, any que va ser declarada municipi independent per a constituir ajuntament propi marcant-se el seu terme en 1841 segons Madoz.

## Demografia
| 1990 | 1992 | 1994 | 1996 | 1998 | 2000 | 2002 | 2004 | 2006 | 2007 | 2014 |
| ---- | ---- | ---- | ---- | ---- | ---- | ---- | ---- | ---- | ---- | ---- |
| 384  | 329  | 319  | 316  | 300  | 286  | 274  | 243  | 227  | 244  | 195  |

## Economia
La seua economia està basada tradicionalment en l'agricultura i la ramaderia. La major part de les terres cultivables pertanyen al secà, i el cultiu que predomina és el de l'ametler, seguit dels cereals. Quant a la ramaderia, s'explota bestiar de llana i el ramat porcí.

## Política i govern

### Composició de la Corporació Municipal
El Ple de l'Ajuntament està format per 5 regidors. En les eleccions municipals de 26 de maig de 2019 foren elegits 4 regidors d'Unidos por Casas Bajas (UCB) i 1 del Partit Socialista del País Valencià (PSPV-PSOE).
| Eleccions municipals de 26 de maig de 2019 - Cases Baixes                                                                                 |                                          |                                     |                                                                                        |                                                      |          |          |
| Candidatura | Candidatura                              | Candidatura                         | Candidats                                                                              | Vots                                                 | Vots     | Regidors |
| | Unión por Casas Bajas                    |                                     | Domingo Antón Lázaro Joaquín Gual Garcés Antonio Baeza Vicente Iván Martínez Fernández | 87 ( Sí) · 84 ( Sí) · 75 ( Sí) · 52 ( Sí) · 29 ( No) | 64,80%   | 4 (-1)   |
| | Partit Socialista del País Valencià-PSOE |                                     | Florinda Hernández Vicente Roberto Vázquez-de Agredos Suárez Carmen Moya Domínguez     | 44 ( Sí) · 43 ( No) · 33 ( No)                       | 32,00%   | 1 (+1)   |
| | Partit Popular                           |                                     | Rosa Encarnación Berto Casanova José Joaquín Ferris Barberà                            | 6 ( No) · 5 ( No)                                    | 4,00%    | 0        |
| | Vots en blanc                            |                                     |                                                                                        | 1                                                    | 0,80%    |          |
| Total vots vàlids i regidors | Total vots vàlids i regidors             | Total vots vàlids i regidors        | Total vots vàlids i regidors                                                           | 125                                                  | 100 %    | 5        |
| | Vots nuls                                | Vots nuls                           | Vots nuls                                                                              | 2                                                    | 1,57%    |          |
| Participació (vots vàlids més nuls) | Participació (vots vàlids més nuls)      | Participació (vots vàlids més nuls) | Participació (vots vàlids més nuls)                                                    | 127                                                  | 83,55%** |          |
| Abstenció | Abstenció                                | Abstenció                           | Abstenció                                                                              | 25*                                                  | 16,45%** |          |
| Total cens electoral | Total cens electoral                     | Total cens electoral                | Total cens electoral                                                                   | 152*                                                 | 100 %**  |          |
| Alcalde: Domingo Antón Lázaro (UCB) (15/06/2019) Per majoria absoluta dels vots dels regidors                                             |                                          |                                     |                                                                                        |                                                      |          |          |
| Fonts: JEC, JEZ Llíria, Ministeri de l'Interior, Periòdic Ara. (* No són vots sinó electors. ** Percentatge respecte del cens electoral.) |                                          |                                     |                                                                                        |                                                      |          |          |

### Alcaldia
Des de 2011 l'alcalde de Cases Baixes és Domingo Antón Lázaro d'Unión por Casas Bajas (UCB).
| Període                       | Alcalde o alcaldessa           | Partit polític | Data de possessió | Observacions |
| ----------------------------- | ------------------------------ | -------------- | ----------------- | ------------ |
| 1979–1983                     | Juan Herminio Lozano Tortajada | UCD            | 19/04/1979        | --           |
| 1983–1987                     | Francisco Blasco Jarque        | AP-PDP-UL-UV   | 28/05/1983        | --           |
| 1987–1991                     | Francisco Blasco Jarque        | AP             | 30/06/1987        | --           |
| 1991–1995                     | Domingo Antón Lázaro           | PSPV-PSOE      | 15/06/1991        | --           |
| 1995–1999                     | Francisco Lozano Aguilar       | PP             | 17/06/1995        | --           |
| 1999–2003                     | Francisco Lozano Aguilar       | PP             | 03/07/1999        | --           |
| 2003–2007                     | Francisco Blasco Jarque        | PP             | 14/06/2003        | --           |
| 2007–2011                     | Vicente Manuel Bes Aloy        | PSPV-PSOE      | 16/06/2007        | --           |
| 2011–2015                     | Domingo Antón Lázaro           | UCB            | 11/06/2011        | --           |
| 2015–2019                     | Domingo Antón Lázaro           | UCB            | 13/06/2015        | --           |
| 2019-2023                     | Domingo Antón Lázaro           | UCB            | 15/06/2019        | --           |
| Des de 2023                   | n/d                            | n/d            | 17/06/2023        | --           |
| Fonts: Generalitat Valenciana |                                |                |                   |              |

## Llocs d'interés
En el seu entorn hi ha tres cursos d'aigua permanent: el riu Túria i els seus afluents el Ebrón i el Bohilgues; tots tres formen un ecosistema fluvial que es pot considerar com dels millor conservats de tot el País Valencià. Als cursos d'aigua permanents cal afegir una extensa xàrcia de rambles i barrancs. També és destacable la gran quantitat de fonts existents en el terme municipal.
- Església de San Salvador. L'actual temple es va edificar en el segle xix, encara que la parròquia es va erigir en 1745 quan es va independitzar d'Ademús. Des de 1960 pertany a l'Arxidiòcesi de València. L'última restauració data de 1996.
- Barraca Grande. Es tracta d'una antiga construcció feta completament de pedra, sense fang ni ciment, ja que les pedres se subjecten les unes a les altres i com a teulada té un munt de terra perquè no cali l'aigua. Està situada en la Pinada al costat del carril de la N-330.
- Molí d'aigua. Del segle xviii, actualment s'està restaurant amb la intenció de tornar a posar-lo en funcionament. Antigament era propietat de nombroses persones, però a hores d'ara és propietat de l'ajuntament, que és qui s'encarrega de la seua restauració.

## Festes i celebracions
- Festes de Sant Antoni. Del 16 al 19 de gener se celebren les festes patronals d'hivern, en honor de Sant Antoni Abad i Santa Bàrbara. El seu principal acte són les fogueres, encara que també es realitzen processons, competicions lúdiques i esportives, revetles i actuacions folklòriques.
- Festes de l'estiu. Del 6 al 9 d'agost se celebren en honor de San Salvador i constituïxen les festes patronals d'estiu. Igualment que les d'hivern, se celebren amb tota mena de competicions, revetles i actes festius.